# Володимиров, Владимир Михайлович
Влади́мир Миха́йлович Володи́миров (1840—1910) — заслуженный ординарный профессор Александровской военно-юридической академии, генерал-лейтенант, гласный Санкт-Петербургской городской думы.

## Биография
Родился в дворянской семье в Киеве. 16 июля 1861 года окончил Московский 2-й кадетский корпус и в чине прапорщика был переведён во 2-ю полевую артиллерийскую бригаду. В 1867 году окончил юридический факультет Императорского университета Святого Владимира со степенью кандидата законоведения. В 1869 году окончил Александровскую военно-юридическую академию. В том же году был назначен преподавателем, а затем профессором академии и училища по кафедрам уголовного и военно-уголовного судопроизводства. В продолжение своей профессорский службы занимался некоторое время практической судебной деятельностью в звании помощника присяжного поверенного с 1869 по 1872 год; кандидата на военно-служебные должности с 1877 по 1878 год; в должности помощника начальника Александровской военно-юридической академии в 1875 году и товарища главного военного прокурора при главном военном суде с 1882 по 1883 год. В 1875 году он сдал экзамен на степень магистра уголовного права в Киевском университете. В 1878 году назначен профессором по кафедре уголовного судопроизводства. С 1878 по 1893 год был членом Санкт-Петербургского юридического общества и по приглашению общества редактором «Журнала гражданского и уголовного права», в котором с 1879 по 1893 год публиковал свои статьи. В 1881 году получил приглашение министра юстиции Каравелова принять на себя составление уголовного кодекса для княжества Болгарского, но за переменою министерства это предложение было отклонено. С 1883 по 1884 год Владимир Михайлович руководил законодательными работами по пересмотру военного устава. С 1894 по 1899 год по приглашению министра Н. В. Муравьёва участвовал в высочайше учреждённой комиссии для пересмотра судебных уставов. В 1899 году был произведён в генерал-лейтенанты и уволен от службы.
Владея мызою в Лужском уезде, на досуге занимался сельским хозяйством и принимал участие в местной жизни в качестве председателя приходского попечителя и попечителя земского учителя. В своей учёной и служебной деятельности Володомиров являлся убеждённым сторонником суда присяжных, принципа неприкосновенности судебных приговоров, уважения к судам, расширения власти судов, предоставления им большего простора при определении наказания и вообще проводил широкие, гуманные взгляды. В отставке занимался общественной деятельностью, был гласным Санкт-Петербургской думы и принимал живое участие в славянском движении. Умер 5 июля 1910 года в Гатчине, где и был похоронен на Новом кладбище.

## Труды
- Курс военно-уголовного судопроизводства, читанный в 1873-74 учебном году профессором капитаном Володимировым в Военно-юридической академии : Ч. −2. — [Санкт-Петербург] : лит. Полонской, -[1874]. — 28. 908 с.
- А. Ф. Кистяковский и его ученые труды : Речь, чит. в годовом собрании Юрид. о-ва, состоящего при Петерб. ун-те 10 марта 1885 г. проф. В. М. Володимировым. — Санкт-Петербург : тип. Правительствующего сената, 1885.
- Военно-судебный отдел военной администрации : Конспект. курс ст. кл. Николаев. акад. Ген. штаба : По лекциям засл. проф. Военно-юрид. акад., В. М. Володимирова. Ч. −2. — Санкт-Петербург : тип. С. Н. Худекова, −1893. — 25.
- Неославизм и австрославянство : Ст. проф. В. М. Володимирова. — Санкт-Петербург : тип. газ. «Бирж. вед.», [1909]. — 15 с.
- Из путевых впечатлений : Галиция : (К рус.-пол. вопросу) / [В. Володимиров]. — Санкт-Петербург : тип. С. М. Проппера, [1909]. — 10 с.